# Wehrbereichskommando VII
Das Wehrbereichskommando VII war ein Wehrbereichskommando der Bundeswehr. Aufgabe dieser Kommandobehörde war die Territoriale Verteidigung im Wehrbereich VII.
Das Wehrbereichskommando VII wurde 1990 in Leipzig aufgestellt. Zwischen 1991 und 1994 wurde die Führung des Wehrbereichs durch den fusionierten Stab „Division / Wehrbereichskommando VII“ wahrgenommen. Ab 1995 lautete die Bezeichnung „Wehrbereichskommando VII / 13. Panzergrenadierdivision“. Der Wehrbereich VII umfasste bis 1997 Sachsen und Thüringen, ab 1997 zusätzlich Sachsen-Anhalt, Brandenburg und Berlin. Das Wehrbereichskommando VII wurde 2001 außer Dienst gestellt.

## Geschichte

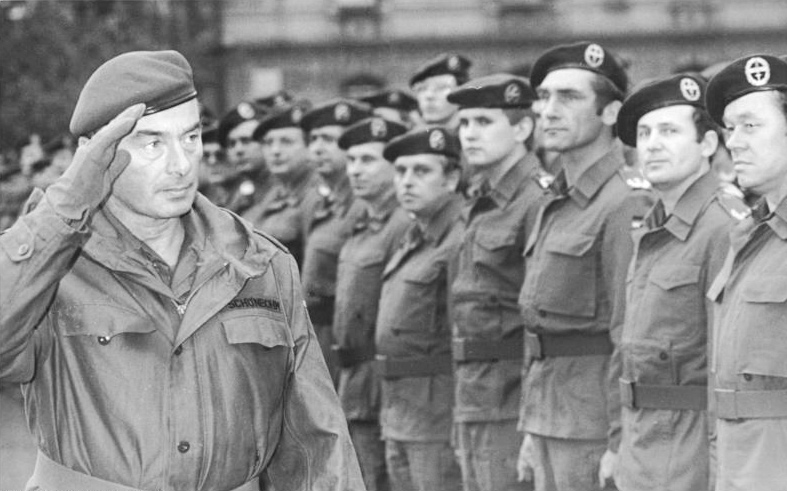
Generalleutnant Jörg Schönbohm, Befehlshaber Bundeswehrkommando Ost, bei der Befehlsübernahme des Wehrbereichskommandos VII am 4. Oktober 1990 in Leipzig

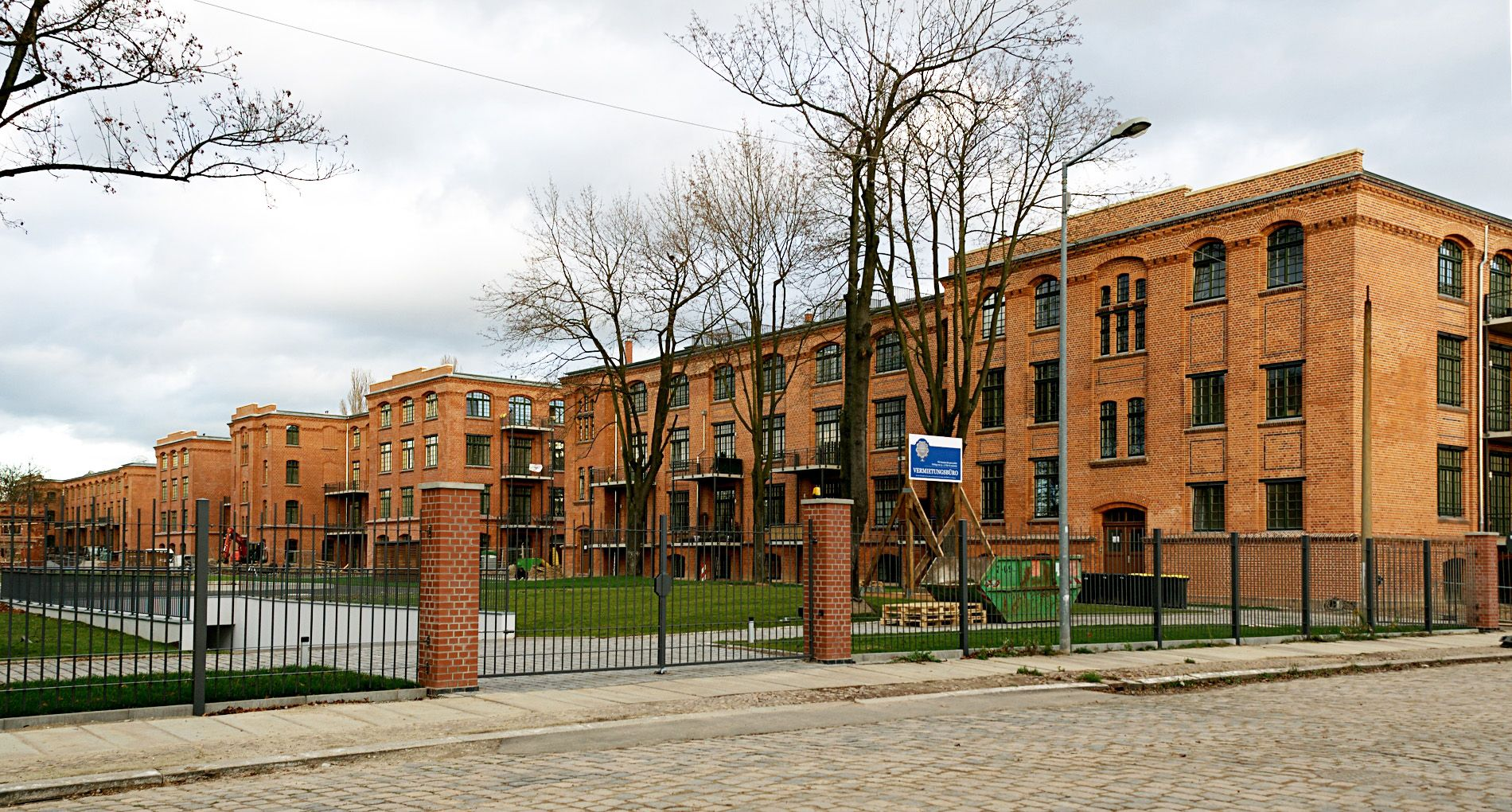
Sitz des Stabes: die Kaserne am Viertelsweg in Leipzig

### Aufstellung
Nach dem Beitritt der neuen Länder wurde die Bundeswehr in Ostdeutschland Nachfolger der Nationalen Volksarmee. Ab Oktober 1990 wurden in den neuen Bundesländern analog zur bewährten Gliederung des Territorialheeres in Westdeutschland Wehrbereiche und Wehrbereichskommandos ausgeplant. Der Stab des Wehrbereichskommandos VII übernahm ab 15. November 1990 im Wesentlichen die Führung des bis zur Wiedervereinigung bestehenden Militärbezirks III der Landstreitkräfte der Nationalen Volksarmee mit Stab in Leipzig. Die im Militärbezirk III dislozierten Großverbände der Nationalen Volksarmee, im Wesentlichen also die 7. Panzerdivision, die 11. motorisierte Schützendivision und die 4. motorisierte Schützendivision, wurden außer Dienst gestellt. Der Wehrbereich VII umfasste konkret die Länder Sachsen und Thüringen. Nachgeordnet wurden zum 1. April 1991 Verteidigungsbezirkskommandos ausgeplant. Aufgestellt wurden folgende Verteidigungsbezirkskommandos:
- Verteidigungsbezirkskommando 71 (Erfurt)
- Verteidigungsbezirkskommando 72 (Suhl)
- Verteidigungsbezirkskommando 73 (Gera)
- Verteidigungsbezirkskommando 74 (Leipzig)
- Verteidigungsbezirkskommando 75 (Chemnitz)
- Verteidigungsbezirkskommando 76 (Dresden)

Das Wehrbereichskommando VII unterstand zunächst dem Bundeswehrkommando Ost und wurde zur Eingliederung in das Heer zum 1. Juli 1991 dem Korps / Territorialkommando Ost unterstellt.

### Das fusionierte Wehrbereichskommando
Bereits zum 1. Juli 1991 wurde das Wehrbereichskommando VII zur Einnahme der Heeresstruktur V mit den Truppenteilen, die für die geplante 13. Panzergrenadierdivision vorgesehen waren, zusammengefasst. Das umgegliederte Wehrbereichskommando erhielt die neue Bezeichnung „Division / Wehrbereichskommando VII“.
Nach Abzug der Gruppe der Sowjetischen Streitkräfte in Deutschland (GSSD) aus den ostdeutschen Garnisonen konnte gemäß Zwei-plus-Vier-Vertrag mit der Eingliederung der ostdeutschen Verbände in die NATO-Kommandostruktur und das Feldheer begonnen werden. Die bisher formal zum Territorialheer zählenden  Divisionsanteile der „Division / Wehrbereichskommando VII“ wurden als 13. Panzergrenadierdivision neu aufgestellt. Die unterstellten Heimatschutzbrigaden wurden entsprechend in Panzerbrigaden bzw. Panzergrenadierbrigaden umbenannt. Zum 1. Januar 1995 erfolgte die Umbenennung in „Wehrbereichskommando VII / 13. Panzergrenadierdivision“. Im Verteidigungsfall wären die fusionierten Stäbe voraussichtlich wieder getrennt worden. Das Wehrbereichskommando wäre auch im Verteidigungsfall Teil des unter nationalem Kommando stehenden Territorialheeres geblieben; die Divionsanteile wären dem Korps und damit mittelbar den Führungsstäben der NATO unterstellt worden. Nach Auflösung des Wehrbereichskommandos VIII übernahm das „Wehrbereichskommando VII / 13. Panzergrenadierdivision“ zum 1. Oktober 1997 zusätzlich die Führung der Truppen im südlichen Teil des „alten“ Wehrbereichs VIII, also in den Ländern Berlin, Sachsen-Anhalt und Brandenburg.

### Auflösung
Zum 1. Oktober 2001 wurde das „Wehrbereichskommando VII / 13. Panzergrenadierdivision“ getrennt. Das Territorialheer wurde als Teilbereich des Heeres aufgelöst. Die 13. Panzergrenadierdivision bestand als eigenständige Division fort. Zum 1. Juli 2001 wurde in Erfurt der Stab eines „neuen“ Wehrbereichskommandos III neu aufgestellt. Dazu wurden Teile des Personals des Wehrbereichskommandos VII verwendet. Das „neue“ Wehrbereichskommando III übernahm als Teil der neu aufgestellten Streitkräftebasis die Führung der Truppenteile und die Organisation der Territorialen Verteidigung im „alten“ Wehrbereich VII. Das „alte“ Wehrbereichskommando VII wurde zum 1. Oktober 2001 außer Dienst gestellt.

## Verbandsabzeichen

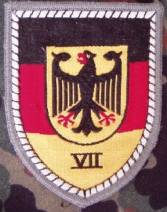
Gewebtes Verbandsabzeichen des Wehrbereichskommandos VII

Das Wehrbereichskommando führte ein Verbandsabzeichen mit folgender Blasonierung:
„Von einer silbernen Kordel mit eingeflochtenem schwarzen Faden gefasst, geteilt zu Schwarz, Rot, Gold in goldenem Mittelschild ein einköpfiger schwarzer Adler, den Kopf nach rechts gewendet, die Flügel offen, aber mit geschlossenem Gefieder, Schnabel, Zunge und Fänge von roter Farbe (Bundesadler); der Mittelschild unten begleitet von der schwarzen römischen Ziffer VII.“
Die Schildteilung entsprach der Flagge Deutschlands. Die Motive des Verbandsabzeichens ähnelten im Übrigen dem Wappen Deutschlands. Der Bundesadler war das deutsche Wappentier. Er wurde ähnlich auf den Truppenfahnen abgebildet. Die enge Anlehnung an das Wappen und die Flagge Deutschlands verdeutlichte, dass das Territorialheer und seine Wehrbereichskommandos auch im Verteidigungsfall unter Kommandogewalt des nationalen Befehlshabers blieb und nicht der NATO assigniert war.
Die Verbandsabzeichen der Kommandobehörden im Territorialheer waren sich besonders ähnlich. Insbesondere unterschieden sich die Verbandsabzeichen der übergeordneten Territorialkommandos und der  anderen Wehrbereichskommando nur durch die Beschriftung. Auch das Verbandsabzeichen des Bundesministeriums der Verteidigung war bis auf den Bord fast identisch. Der bei den Wehrbereichskommandos silber/schwarz geflochtene Rand symbolisierte die Stellung unterhalb des Bundesministeriums der Verteidigung, das entsprechend eine „höherwertige“ goldene Kordel aufwies.